# Eumaniraptora
Eumaniraptora – klad teropodów z grupy celurozaurów (Coelurosauria). Nazwa Eumaniraptora została ukuta przez Kevina Padiana w 1997 roku. Pierwszą definicję filogenetyczną Eumaniraptora przedstawili Padian, Hutchinson i Holtz w 1999 – według niej jest to klad obejmujący ostatniego wspólnego przodka deinonycha i Neornithes (kladu obejmującego współczesne ptaki) oraz wszystkich jego potomków. Zbliżoną definicję przedstawili w 2002 roku Maryańska, Osmólska i Wolsan, definiując Eumaniraptora jako najmniejszy (obejmujący najmniej gatunków) klad, do którego należą gatunki Passer domesticus i Deinonychus antirrhopus. Nazwa Eumaniratora ma definicję typu node-based, w przeciwieństwie do mającej definicję branch-based Paraves, wobec czego ich taksonomiczna zawartość może być odmienna, w zależności od pokrewieństwa dromeozaurów, jednak w dużej mierze jest ona identyczna.
Najstarszymi znanymi niewątpliwymi przedstawicielami Eumaniraptora są: późnojurajski bazalny ptak Archaeopteryx oraz późnojurajski troodon Hesperornithoides znany z osadów północnoamerykańskiej formacji Morrison. Do Eumaniraptora mogła też należeć rodzina Scansoriopterygidae, której przedstawiciele prawdopodobnie żyli w środkowej jurze lub na przełomie środkowej i późnej jury, oraz żyjący w oksfordzie chiński gatunek Anchiornis huxleyi; z części analiz kladystycznych wynika jednak, że mogły one być bazalnymi przedstawicielami Paraves nienależącymi do Eumaniraptora. Współczesnymi członkami kladu są dzisiejsze ptaki.